# Logarithmenpapier

Logarithmenpapier: Doppeltlogarithmisches Papier (jeweils sechs Dekaden)

Logarithmenpapier (auch logarithmisches Papier) gehört zu den mathematischen Papieren (auch: Netzpapier) und ist mit einem Koordinatennetz überzogen, sodass darauf Koordinaten auf einfache Weise dargestellt werden können.
Es kann entweder für eine oder beide Achsen die logarithmische Achseinteilung verwendet werden.
Durch die Möglichkeit, grafische Darstellungen auch aus Computerprogrammen heraus zu erzeugen, nimmt die Bedeutung solcher Spezialpapiere ab.

## Einfachlogarithmisches Papier
Einfachlogarithmisches Papier oder auch halblogarithmisches Papier ist mit einem speziellen Koordinatennetz versehen, das entweder waagerecht oder senkrecht logarithmisch geteilt ist. Das bedeutet, die tatsächliche Abmessung ist der Logarithmus der angeschriebenen Zahl.

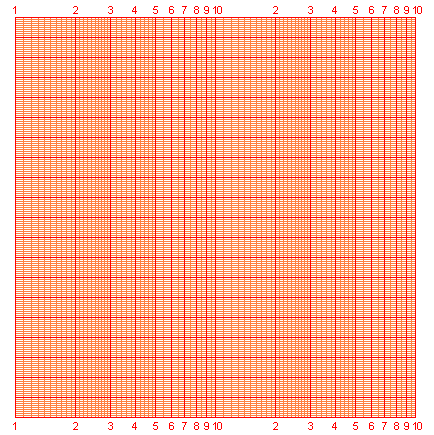
Einfachlogarithmisches Papier, waagerecht logarithmisch geteilt (zwei Dekaden)

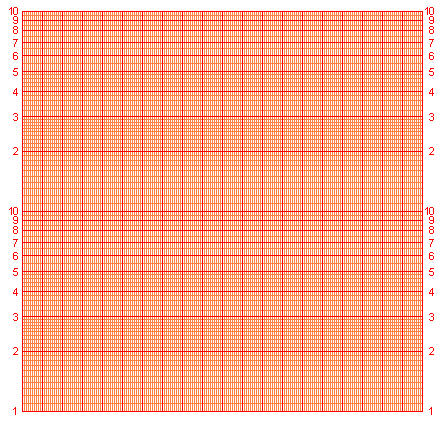
Einfachlogarithmisches Papier, senkrecht logarithmisch geteilt (zwei Dekaden)

Bei waagerecht einfachlogarithmischem Papier werden Logarithmusfunktionen {\displaystyle y=\log _{a}x} als Geraden dargestellt. Bei senkrecht einfachlogarithmischem Papier werden Exponentialfunktionen {\displaystyle y=a^{x}} als Geraden dargestellt, denn aus {\displaystyle y=a^{x}} folgt {\displaystyle \log(y)=x\log(a)}.
Das Spezialpapier ermöglicht also ein einfaches Zeichnen solcher Funktionen bzw. ein einfaches Überprüfen, ob gegebene Wertepaare zu einer solchen Funktion passen (sie müssen dann auf einer Geraden liegen).

### Beispiele
Nachfolgend sind die Funktionen mit den Gleichungen {\displaystyle y=\log _{e}(x)=\ln(x)} und {\displaystyle y=\log _{10}(x)=\lg(x)} auf waagerecht einfachlogarithmischem Papier dargestellt.
Nachfolgend sind die Funktionen mit den Gleichungen {\displaystyle y=10^{x}} und {\displaystyle y=2^{x}} auf senkrecht einfachlogarithmischem Papier dargestellt.

## Doppeltlogarithmisches Papier
Doppeltlogarithmisches Papier ist mit einem speziellen Koordinatennetz versehen, das sowohl waagerecht als auch senkrecht logarithmisch geteilt ist. Das bedeutet, die tatsächliche Abmessung ist der Logarithmus der angeschriebenen Zahl.

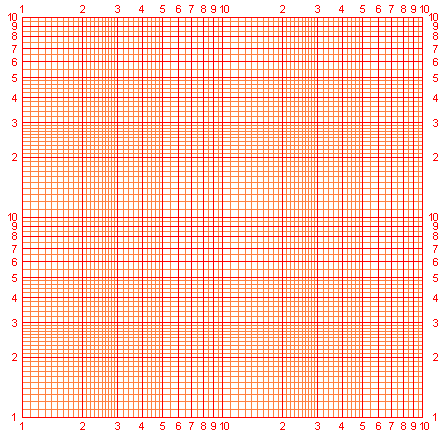
Doppeltlogarithmisches Papier, waagerecht und senkrecht logarithmisch geteilt (jeweils zwei Dekaden)

Bei doppeltlogarithmischem Papier werden Potenzfunktionen {\displaystyle y=Cx^{a}} als Geraden dargestellt, denn aus {\displaystyle y=Cx^{a}} folgt {\displaystyle \log(y)=a\log(x)+\log(C)}, wobei der Faktor {\displaystyle C} zu einer additiven Konstante {\displaystyle \log(C)} wird.
Es ermöglicht also ein einfaches Zeichnen solcher Funktionen bzw. ein einfaches Überprüfen, ob gegebene Wertepaare zu einer Potenzfunktion passen (sie müssen dann auf einer Geraden liegen). Die Geradensteigung ist der Exponent {\displaystyle a}.

### Beispiel
Nachfolgend sind die Funktionen mit den Gleichungen {\displaystyle y=x^{2}} und {\displaystyle y={\sqrt[{3}]{x}}} auf doppeltlogarithmischem Papier dargestellt.

## Andere mathematische Papiere
- Millimeterpapier
- Polarkoordinatenpapier
- Dreiecknetzpapier (Isometriepapier)
- Wahrscheinlichkeitspapier
- Smith-Diagramm
- Hexpapier